# Buglyos szegfű

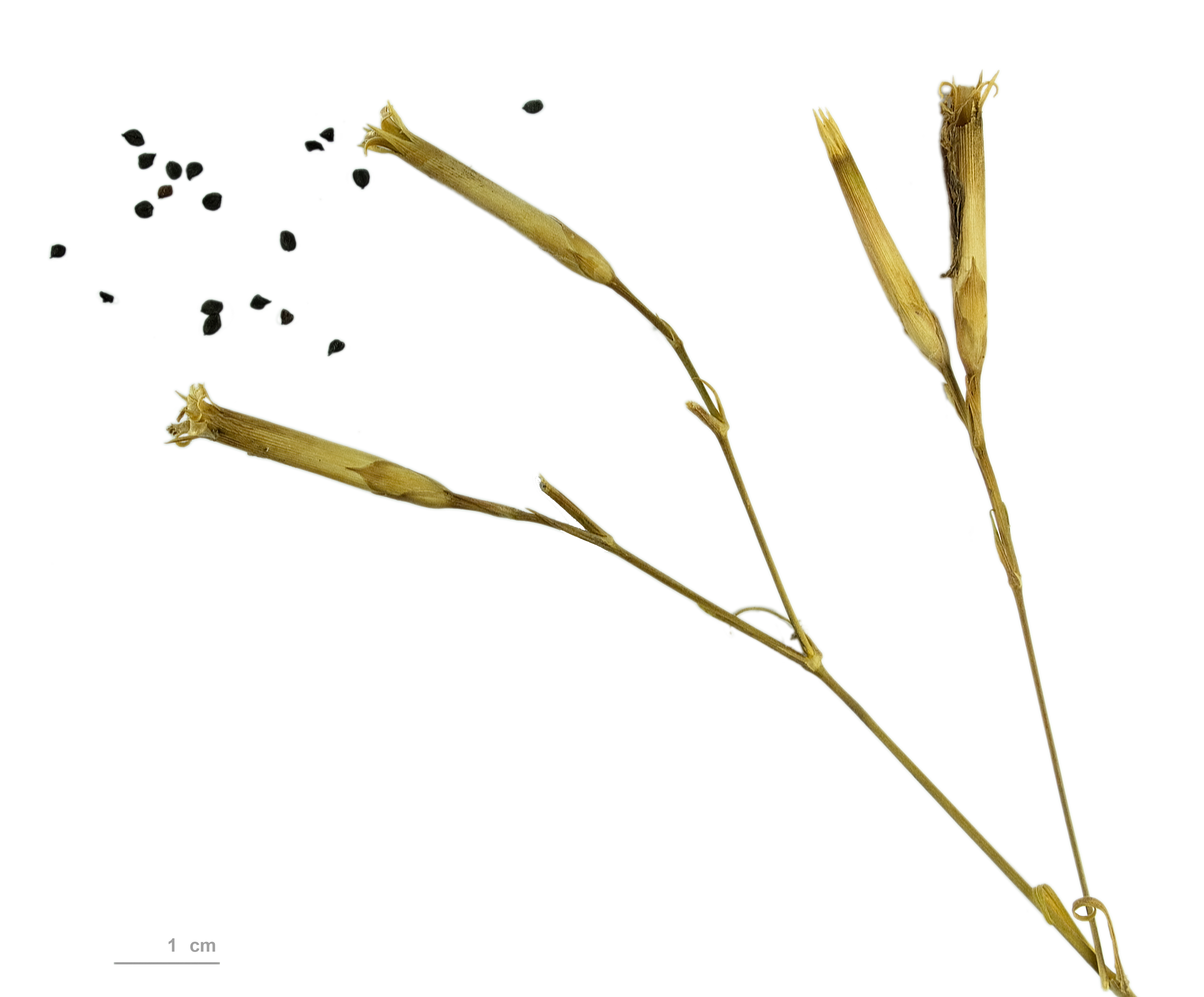
Dianthus superbus

A buglyos szegfű (Dianthus superbus) a szegfűvirágúak (Caryophyllales) rendjébe, ezen belül a szegfűfélék (Caryophyllaceae) családjába tartozó, Magyarországon védett faj.

## Előfordulása
Lápréti  társulásokban gyakori. A szegfűrágó zsákosmoly (Coleophora musculella tápnövénye.
Hazánkban a következő területeken találkozhatunk vele: Gödöllői-dombság, Pilis, Vértes, Balaton-felvidék, Kis-Alföld, Mezőföld. A Duna-Tisza közén ritka, de például Cegléd környékén találkozhatunk vele és a Dorozsma-Majsai-homokhát semlyékeinek láprétjein is (pl. a Csodaréten -Ásotthalmi Láprét Természetvédelmi Terület-).

## Alfajai
- Dianthus superbus subsp. superbus. Ez az alfaj a legelterjedtebb.
- Dianthus superbus subsp. autumnalis Oberd. Délnyugat-Franciaország.
- Dianthus superbus subsp. sylvestris Čelak. Németország.
- Dianthus superbus subsp. alpestris Kablík. ex Čelak. (syn. D. s. subsp. speciosus). Alpok, Kárpátok, magasabban fekvő területek. Rövidebb szár, szürkébb levelek, hosszabb virág.
- Dianthus superbus subsp. stenocalyx (Trautv. ex Juz.) Dél-Oroszország, Ukrajna.
- Dianthus superbus subsp. longicalycinus (Maxim.) Kitam. Japán.

## Megjelenése
A 30-90 centiméterre növő növény június–augusztusban virágzik. A szárlevelei szálasak, az alsók szálas-lándzsásak. A szár sokvirágú, a virágok kellemes illatúak. A szirom lemeze 1,5-3,0 centiméter hosszú, fehér, rózsaszínes, majdnem a tövéig rojtos, sallangos. Termése toktermés.